# Lichtbringer (Album)
Lichtbringer ist das Debütalbum der deutschen Metal-Band Totenmond und erschien im November 1996.

## Entstehung
Den Aufnahmen zum Album gingen drei Demos voraus, die jeweils in den Jahren 1993, 1994 und 1995 aufgenommen worden waren. Die letzte dieser Demos trug den Titel Die Schlacht und enthielt bereits die für Lichtbringer nochmals aufgenommenen Lieder Sagenwelt, Ragnarök und Die Schlacht. Die Aufnahmen fanden wie beim Nachfolgealbum unter der Leitung von Gerhard Magin im Frankenthaler Commusication Studio statt.
Das Album erschien ausschließlich auf CD. Neben der normalen Jewelcase-Version gab es auch eine limitierte Ausgabe, die in einer Box geliefert wurde. Dabei war die Box schwarz und lediglich mit dem Bandlogo und dem Albumtitel in Frakturschrift versehen; als Bonusmaterial enthielt sie einen Sticker und Autogramme der Bandmitglieder. 2004 wurde das Album zusammen mit seinen beiden Nachfolgern Fleischwald und Reich in Rost unter dem Titel „Platinum Edition“ als 3CD-Boxset veröffentlicht.
Auf die Veröffentlichung des Albums folgte eine Deutschlandtournee mit Atrocity, In Flames und Heavenwood. Die Besetzung des Debütalbums blieb bis zum Ausstieg von Roberto Garcia im Jahr 2001 bestehen.
Das Cover-Artwork wurde von Matthias Kerkle entworfen. Es zeigt auf der rechten Seite ein Kreuz, links davon ist eine gezeichnete mittelalterliche Szene abgebildet, in der ein Mensch vor einem kirchlichen Würdenträger kniet. Hinter ihm steht derjenige, der mit dem Schwert zum Schlag ausholt. Auf dem Backcover findet dieselbe Illustration erneut Verwendung, jedoch trägt der Kniende hier seinen Kopf nicht mehr. Neben einem Bild der Band finden sich im Booklet noch Fotos von Kreuzen, Friedhöfen und einem Totenschädel mit Gebein, der in einer Wandnische ruht. Die gesamten Texte des Booklets sind, wie auch noch bei Fleischwald und Reich in Rost, in einer dicken Frakturschrift gedruckt, jedoch ausschließlich mit dem runden „s“.
Neben einigen Grüßen an andere Bands wie beispielsweise Wollkammer 12, Narsaak oder Atrocity findet sich im Booklet auch eine Widmung an Gert Möbius mit dem in Klammern gesetzten Zitat „Macht kaputt was Euch kaputt macht“.

## Titelliste
1. Intro – 0:27
2. Die Schlacht – 8:25
3. Ragnarok – 2:32
4. Tod ist Freude – 7:21
5. Vaterland – 4:00
6. Sagenwelt – 3:28
7. Kellerstahl – 10:35
8. Kreuznagel – 5:37
9. Necrophiler Sonntag – 3:52

## Inhalt
Das Lied „Die Schlacht“ verwendet gegen Ende Samples aus der Rede Adolf Hitlers am 14. September 1935 vor 50.000 Mitgliedern der Hitler-Jugend („Flink wie Windhunde, zäh wie Leder, hart wie Kruppstahl!“) und von der Urteilsverkündung durch Roland Freisler gegen einige der Attentäter vom 20. Juli 1944 (Carl Goerdeler, Wilhelm Leuschner, Josef Wirmer und Ulrich von Hassell).
Lieder wie etwa Kreuznagel hingegen besitzen einen hohen Grad an Morbidität, im Lied Kellerstahl heißt es z. B.:
Kellerstahl für die Frauen

Da sind die Leiber – Da steckt das Beil

Blut spritzt an Wände – Vorbei ist die Zeit

Sie beißt, sie schreit und räkelt sich

In dieser warmen Pfütze
Ein Kritiker befand, die Texte und Songtitel seien „mit bewusst provozierendem Kalkül kreiert [worden]“. „Ragnarök“ hat mit seinem Namenspaten einen mythologischen Texthintergrund.
Musikalisch stellt das Werk eine Mischung aus Elementen von Death Metal, Doom Metal und Hardcore dar. Kritiker zogen Vergleiche zu Bands wie Carnivore, Broken Bones oder Anti-Nowhere League.

## Rezeption und Bedeutung
Neu bei Totenmond war, dass eine sehr extreme Art von Metal mit deutschen Texten versehen wurde. Das Metal-Magazin Rock Hard schrieb, die Band habe „ein eigenes Profil, alleine schon aufgrund ihrer ungewöhnlichen Texte“ und nannte das Album „eine der gemeinsten Platten '96.“ Die Seite metal.de schrieb außerdem, dass das Album „fast wie eine Bombe im Underground einschlug“ und als „eine Reise durch die Welt in ihrer bizarrsten, düstersten Art und Weise [sei, die] dieser Band einen lauschigen Platz in der Hölle [sicherte]“.
Das deutsche Musikmagazin Intro äußerte sich gegensätzlich zum Schaffen der Band und bezeichnete Totenmond als „doch nur eine abgehalfterte Punkband“, deren Texte nicht mehr als „zusammenhanglose, erklärungsbedürftige Hitler-Sprachproben, hohle Phrasen à la ‚Es lebe der Terrorismus‘, Songtitel wie ‚Kellerstahl‘ oder ‚Necrophiler Sonntag‘ und stupides Gebolze“ besitzen, die nicht aufzeigen, was die Band denn an der Gesellschaft so schlecht finde.
Das Magazin Ox wiederum bezeichnete das Album als „ein Meisterwerk, das die Monumentalität und Klarheit Laibachs mit der Gewalttätigkeit und Bedrohlichkeit von Sonic Violence“ verschmelze.
Für Irritationen sorgte das Bandfoto im Booklet, auf dem sich Sänger und Gitarrist Pazzer mit typischen Skinhead-Kennzeichen wie Glatze, Hosenträgern, Springerstiefeln und in die Schuhe gesteckten Hosenbeinen zeigte, was dazu führte, dass die Band „von selbst ernannten Hütern der politischen Moral in die rechte Ecke gestellt“ wurde.